# Signo de Kernig
El signo de Kernig es la respuesta rígida de la nuca cuando se intenta la flexión de la cadera, es decir, al aproximar el tronco hacia las rodillas y tiene gran importancia en el diagnóstico de la meningitis o de una hemorragia subaracnoidea. El epónimo se debe a la contribución del neurólogo ruso Vladimir Kernig.

## Exploración
Para explorar el signo de Kernig, se coloca el paciente acostado sobre su espalda, es decir, en posición decúbito supino. El examinador coloca una mano debajo de la espalda del sujeto y trata de hacerlo sentar pasivamente mientras que el brazo libre del examinador ejerce oposición sobre las rodillas. En pacientes con irritación meníngea, como los pacientes con meningitis, el signo de Kernig suele ser positivo, es decir, al posicionar la cadera en 90 grados y al elevar la rodilla, el paciente puede referir cierto dolor o molestia al estirar o enderezar la pierna.

## Variantes
El signo de Kernig se obtiene también cuando el paciente tiene sus rodillas flexionadas al máximo, es decir, a nivel del pecho y el examinador intenta extender una de las extremidades por el talón. El ejercicio resulta tan doloroso para el sujeto que se resiste de tal manera que mantiene las rodillas flexionadas.
Otra versión del mismo signo se trata de levantar uno de los miembros inferiores por medio del talón del pie. Al elevar así la pierna, llegará cierta altura en la que el paciente no puede mantener extendida su pierna y la flexiona bruscamente a nivel de la rodilla.

## Original
En la maniobra original ideada por Vladimir Kernig el paciente se encontraba en posición de sedestación intentando extender las rodillas, lo cual, debido a la contractura muscular, solo se conseguía hasta un ángulo de 135°.